# Квашино (Воронежская область)
Квашино — село в Воробьёвском районе Воронежской области России.
Входит в состав Солонецкого сельского поселения.

## Население
| 1859 | 1897  | 2010 |
| ---- | ----- | ---- |
| 818  | ↗1024 | ↘429 |

## География

### Улицы
- ул. Горького,
- ул. Калинина,
- ул. Павших Земляков,
- ул. С. Доценко,
- ул. Чапаева.

## История
Как и на многие земли Воробьевского района, на территорию нынешнего села Квашина первые поселенцы стали приходить в конце 18 века. Свое название село получило от фамилии его основателя Фрола Квашина.
В течение 19 века село разрослось. Здесь была построена церковь, хлебопекарня, баня, школа.
В 1930 году тут были организованы колхозы «Красное Знамя» и «Красный Октябрь».
Во время Великой Отечественной в сельской школе и клубе располагались  военные госпитали. Из 200 ушедших на фронт жителей Квашино вернулись только 89.
В послевоенное время село продолжало развиваться. Тут возводились новые жилые дома, проведен водопровод, появились асфальтовые дороги, построена еще одна школа. В 2006 году село было газифицировано.

## Известные люди
- Доценко, Степан Матвеевич — Герой Советского Союза, уроженец села.
- Моисеенко, Максим Алексеевич — полный кавалер трёх Орденов Славы, житель села.